# Renée Vivien
Renée Vivien, geboren als: Pauline Mary Tarn (Londen, 11 juni 1877 – Parijs, 18 november 1909), was een Britse dichter en was een van de eerste lesbische Britse dichters van de twintigste eeuw. Enkele bijnamen van haar waren Sappho 1900 en Muse of the Violets.

## Biografie

### Jeugd
Renée Vivien werd geboren als Pauline Mary Tarn en ze had een Britse vader en een Amerikaanse moeder. Ze bracht een groot deel van haar jeugd in Parijs door waar ze haar scholing verkreeg. Nadat haar vader in 1886 overleed werd Tarn van haar Franse school gehaald en kreeg ze een Engelse gouvernante. Tevens werd ze naar een Britse kostschool gestuurd om daar haar scholing af te maken.
De tienerjaren van Tarn waren allerminst gelukkig en ze vluchtte weg in de literatuur. Op vijftienjarige leeftijd begon ze met het dichten in het Frans tijdens een vakantie in Fontainebleau met haar jeugdvriendin Violette Shilito. Toen ze de leeftijd van 21 bereikte kreeg Tarn de beschikking over de erfenis van haar vader en besloot ze om definitief naar Parijs te trekken om te kunnen dichten.

### Parijs
Nadat Tarn in Parijs kwam te wonen veranderde ze haar naam naar Renée Vivien. Aanvankelijk ondertekende ze haar gedichten slechts met "R. Vivien", maar na 1903 maakte ze daar Renée Vivien van, waarmee ze haar gender (en seksuele oriëntatie) ongetwijfeld mee duidelijk maakte. Ze woonde nog niet lang in Parijs toen Shilito haar leerde kennismaken met de Amerikaanse socialite Natalie Clifford Barney. De twee werden algauw geliefden van elkaar. Ze gingen samen in de leer bij Jean-Charles Brun, die hun hielp bij het verbeteren hun dichtcomposities. Ook hielp Brun Vivien met het uitbrengen van haar allereerste dichtbundel Études et Préludes (1901). Daarnaast leerde ze samen met Barney Oudgrieks om de gedichten van Sappho te kunnen lezen en te vertalen. Hun vertaling van het werk van Sappho werd in 1903 gepubliceerd.
In de lente van 1901 overleed Shilito aan de tyfus. Vivien verbrak in deze periode haar ongelukkige relatie met Barney en deed een zelfmoordpoging. Kort daarop kreeg ze een relatie met barones Hélène van Zuylen. Vivien had een grote invloed op het werk dat Van Zuylen schreef. Onder het pseudoniem Paule Riversdale schreven ze tussen 1901 en 1907 ook samen enkele werken. Naast haar relatie met Van Zuylen had ze ook clandestiene ontmoetingen met Kérimé Turkhan Pasja, de vrouw van Turhan Përmeti. In 1906 verscheen Viviens dichtbundel À l’Heure des Mains jointes. Dit boek wordt beschouwd als haar beste werk.

### Reizen
In 1904 bezocht Vivien samen met Barney Lesbos en kocht daar een villa. Ze zou nog enkele malen terugkeren naar het eiland. Deze periode werd gekenmerkt door de rusteloosheid waar Vivien met enige regelmaat last van had en dat resulteerde in haar vele reizen. In 1905 reisde ze onder andere naar Constantinopel, Griekenland, Amsterdam, Keulen en Milaan. Aan het einde van dat jaar bezocht ze ook Palestina en Egypte. In 1907 maakte ze haar verste reizen en kwam ze onder meer in Honolulu en Japan.

### Overlijden
In haar laatste levensjaren raakte Vivien steeds vaker ziek door haar drugsmisbruik en haar anorexia. Drie dagen voor haar dood bekeerde ze zich tot het katholicisme. Op 18 november 1909 stierf ze in haar woning in Passy, naar verluidt aan een longcongestie. Ook is er gesuggereerd dat ze zelfmoord pleegde door middel van anorexia. Na haar overlijden werd Vivien begraven in het Cimetière de Passy.

## Nalatenschap
Ter nagedachtenis aan haar vriendin richtte Hélène van Zuylen in 1935 de Prix Renée Vivien op. De prijs werd jaarlijks uitgereikt tot 1962 en was bedoeld om het werk van beginnende dichters te stimuleren. Sinds 1994 kent de prijs een herstart en beloont de prijs Franse poëzie van dichters ongeacht hun gender of nationaliteit. In de Parijse wijk Le Marais is de Place Renée-Vivien naar haar vernoemd.

## Dichtwerk
De gedichten van Vivien worden doorgaans gekarakteriseerd als een mix van decadentisme, de Parnasse en het symbolisme. Hierin werd ze waarschijnlijk gevormd door Charles Baudelaire, Algernon Swinburne en Paul Verlaine. Gefrustreerd door het androcentrisme van de westerse literaire traditie, ondernam Vivien een radicaal herzieningsproject om de geleefde ervaringen van vrouwen, en van lesbische vrouwen in het bijzonder, te verlossen en opnieuw te centreren. Net als haar mannelijke voorgangers herschreef ze de oude legendes van Sappho, Lilith, Delila en de Vrouwe van het Meer, maar in tegenstelling tot hen daagde ze hun impliciete verheerlijking van mannen uit - in plaats daarvan zijn de morele en esthetische sympathieën van de lezer gericht op de antiheldinnen. Overal in haar oeuvre wordt vrouwelijkheid gevierd en vertegenwoordigt het een tegendiscours van de dominante vitalistische verhalen van de Belle époque.

## Geselecteerde bibliografie

### Poëzie
- Études et Préludes, Parijs, 1901.
- Cendres et poussières. Parijs, 1902.
- Evocations. Lemerre, Parijs, 1903.
- A l'heure des mains jointes. Poèmes. Parijs, 1906.
- Flambeaux éteints. Parijs, 1907.
- Sillages. Poèmes. Parijs, 1908.
- Haillons. Parijs 1910 (postuum).

### Proza
- Sappho et huit poétesses grecques. Parijs, 1903.
- La dame à la louve. Parijs, 1904.
- La Vénus des aveugles. Parijs, 1904.
- Une femme m’apparut. Parijs, 1904.
- Dans un coin de violettes. Parijs, 1910 (postuum).
- Levent de vaisseaux. Parijs, 1910 (postuum).